# Chlumetia
Chlumetia é um gênero de traça pertencente à família Arctiidae.